# Resolução 15 do Conselho de Segurança das Nações Unidas
Resolução 15 do Conselho de Segurança das Nações Unidas, aprovada em 19 de dezembro de 1946, criou uma comissão para investigar a natureza, e recomendar uma solução para as supostas violações de fronteira ao longo das fronteiras greco-albanês e o búlgaro-iugoslava. A comissão era para chegar em consenso até 15 janeiro de 1947 e emitir um relatório ao Conselho, o mais rápido possível.
Foi aprovada por unanimidade.